# Gradiška (Kungota, Slovenija)
Gradiška je naselje u slovenskoj Općini Kungoti. Gradiška se nalazi u pokrajini Štajerskoj i statističkoj regiji Podravskoj. 

## Stanovništvo
Prema popisu stanovništva iz 2002. godine naselje je imalo 737 stanovnika.